# Mélanie Doutey

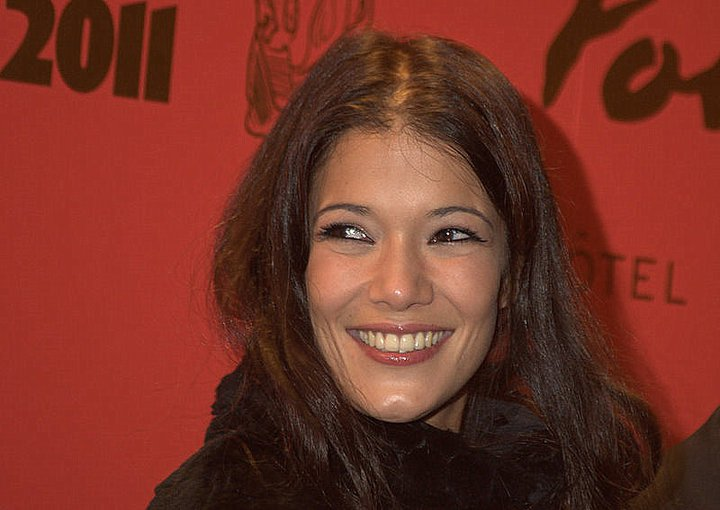
Mélanie Doutey bei der César-Verleihung 2011

Mélanie Doutey (* 22. November 1978 in Paris) ist eine französische Schauspielerin.

## Leben
Die Tochter des Theaterschauspielers und -regisseurs Alain Doutey und der Filmschauspielerin Arielle Séménoff machte ihr Abitur und trat 1996 in das Konservatorium für Drama (CNSAD) in Paris ein, wo sie eine Schauspielausbildung erhielt. Bereits 1997 hatte sie eine Rolle in Jean-Charles Taccellas Spielfilm Les gens qui s’aiment (1998), in französischen Fernsehserien übernahm sie danach Gastrollen.
Im Jahr 2002 wurde Doutey mit einer tragenden Nebenrolle in Pierre Jolivets Film Le Frère du guerrier an der Seite von Guillaume Canet erstmals einem größeren Publikum bekannt. Ihren internationalen Durchbruch hatte sie in der Rolle der Michèle Charpin-Vasseur in Claude Chabrols Die Blume des Bösen.
Doutey war von 2002 bis 2013 mit Schauspieler Gilles Lellouche liiert; der Beziehung entstammt eine Tochter (* 2009).

## Filmografie (Auswahl)
- 1998: Les gens qui s’aiment

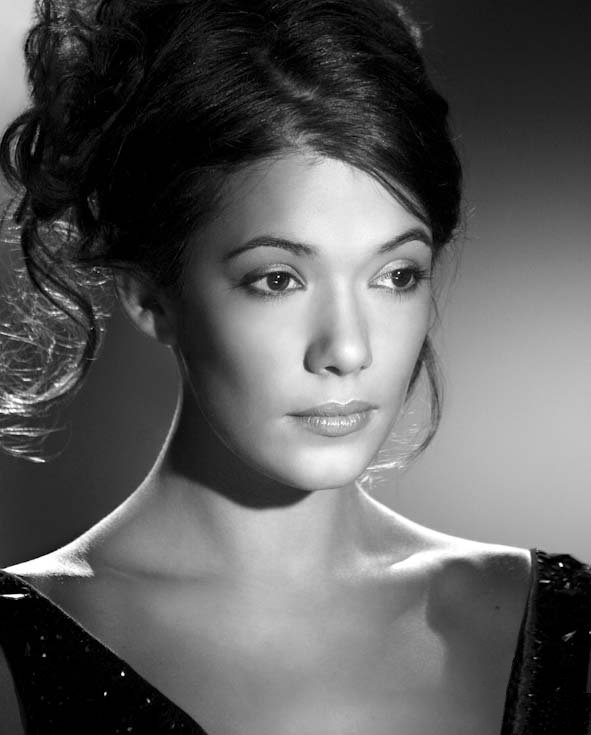
Doutey im Jahr 2008

- 1999–2001: Chère Marianne (Fernsehserie, 3 Folgen)
- 2000: Le mystère Parasuram (Fernsehfilm)
- 2001: Leïla
- 2002: Le frère du guerrier
- 2003: Die Blume des Bösen (La fleur du mal)
- 2004: Die Wunderbare Welt des Gustave Klopp (Narco)
- 2004: El Lobo – Der Wolf (El Lobo)
- 2005: Clara Sheller – Verliebt in Paris (Clara Sheller, Fernsehserie, 6 Folgen)
- 2005: Tortur d’amour – Auf immer und ledig (Il ne faut jurer de rien!)
- 2006: Ränkespiele der Macht (Président)
- 2006: Fair Play
- 2006: On va s'aimer
- 2007: Ma place au soleil
- 2007: Ce soir, je dors chez toi
- 2007: Der geheimnisvolle Schatz von Troja (Fernsehfilm)
- 2008: Sie wusste zuviel (Une femme à abattre)
- 2009: All About Actresses (Le bal des actrices)
- 2009: The Ordinary People (Rien de personne)
- 2009: Une petite zone de turbulences
- 2009: RTT
- 2012: Männer und die Frauen (Les infidèles)
- 2012: Aux yeux de tous
- 2013: Post partum
- 2013: Le débarquement (Fernsehserie, Folge 1x01 Le débarquement)
- 2014: Der Unbestechliche – Mörderisches Marseille (La French)
- 2014: Jamais le premier soir
- 2015: Unter Freunden (Entre amis)
- 2016: La main du mal (Fernsehserie, 2 Folgen)
- 2017: On l’appelait Ruby (Fernsehfilm)
- 2017: Paris etc (Fernsehserie, 2 Folgen)
- 2018: Ein Becken voller Männer (Le grand bain)
- 2019: Paradise Beach
- 2019: Der Junge und die Wildgänse (Donne-moi des ailes)
- 2019: Capitaine Marleau (Fernsehserie, Folge 3x04 Pace e salute, Marleau!)
- 2020: L'enfant rêvé
- 2021: Eiskalter Engel (Inexorable)
- 2022: Le temps des secrets
- 2022: Touchées (Fernsehfilm)
- 2022: Léas 7 Leben (Les 7 vies de Léa, Fernsehserie, 6 Folgen)
- 2023: L’Amour du Monde
- 2023: Ziemlich beste Stiefmutter (Jeune et golri, Fernsehserie, 7 Folgen)
- 2023: La belle étincelle (Fernsehfilm)
- 2024: Tombés du camion
- 2024: Maldoror
- 2024: Les cadeaux

## Auszeichnungen
- 2003: Nominierung für den César in der Kategorie Beste Nachwuchsdarstellerin für Le frère du guerrier
- 2005: Goldene Nymphe in der Kategorie Beste Schauspielerin Comedy beim Fernsehfestival von Monte Carlo für Clara Sheller
- 2006: Nominierung für den César als beste Nachwuchsdarstellerin für Tortur d’amour – Auf immer und ledig